# Glenea mirei
Glenea mirei là một loài bọ cánh cứng trong họ Cerambycidae.